# Ле-Гро-Тей
Ле-Гро-Тей, Ле-Ґро-Тей (фр. Le Gros-Theil) — колишній муніципалітет у Франції, у регіоні Нормандія, департамент Ер. Населення — 950 осіб (2011).
Муніципалітет був розташований на відстані близько 120 км на захід від Парижа, 31 км на південний захід від Руана, 33 км на північний захід від Евре.

## Історія
До 2015 року муніципалітет перебував у складі регіону Верхня Нормандія. Від 1 січня 2016 року належав до нового об'єднаного регіону Нормандія.
1 січня 2016 року Ле-Гро-Тей і Сен-Нікола-дю-Боск було об'єднано в новий муніципалітет Ле-Боск-дю-Тей.

## Демографія
Динаміка населення (INSEE ):
Розподіл населення за віком та статтю (2006):
| Стать | Всього | До 15 років | 15-24 | 25-44 | 45-64 | 65-85 | Понад 85 |
| --- | ------ | ----------- | ----- | ----- | ----- | ----- | -------- |
| Чоловіки | 472    | 96          | 64    | 124   | 136   | 52    | 0        |
| Жінки | 432    | 68          | 56    | 128   | 116   | 56    | 8        |
| \| Статево-вікова піраміда \| Статево-вікова піраміда \| Статево-вікова піраміда \| \| ----------------------- \| ----------------------- \| ----------------------- \| \| Чоловіки \| Вік \| Жінки \| \| 0 \| 85 + \| 8 \| \| 12 \| 80-84 \| 4 \| \| 8 \| 75-79 \| 20 \| \| 12 \| 70-74 \| 16 \| \| 20 \| 65-69 \| 16 \| \| 8 \| 60-64 \| 12 \| \| 40 \| 55-59 \| 16 \| \| 68 \| 50-54 \| 56 \| \| 20 \| 45-49 \| 32 \| \| 44 \| 40-44 \| 32 \| \| 16 \| 35-39 \| 40 \| \| 44 \| 30-34 \| 36 \| \| 20 \| 25-29 \| 20 \| \| 28 \| 20-24 \| 32 \| \| 36 \| 15-20 \| 24 \| \| 32 \| 10-14 \| 24 \| \| 36 \| 5-9 \| 24 \| \| 28 \| 0-4 \| 20 \| |        |             |       |       |       |       |          |
| Статево-вікова піраміда |        |             |       |       |       |       |          |
| Чоловіки | Вік    | Жінки       |       |       |       |       |          |
| 0 | 85 +   | 8           |       |       |       |       |          |
| 12 | 80-84  | 4           |       |       |       |       |          |
| 8 | 75-79  | 20          |       |       |       |       |          |
| 12 | 70-74  | 16          |       |       |       |       |          |
| 20 | 65-69  | 16          |       |       |       |       |          |
| 8 | 60-64  | 12          |       |       |       |       |          |
| 40 | 55-59  | 16          |       |       |       |       |          |
| 68 | 50-54  | 56          |       |       |       |       |          |
| 20 | 45-49  | 32          |       |       |       |       |          |
| 44 | 40-44  | 32          |       |       |       |       |          |
| 16 | 35-39  | 40          |       |       |       |       |          |
| 44 | 30-34  | 36          |       |       |       |       |          |
| 20 | 25-29  | 20          |       |       |       |       |          |
| 28 | 20-24  | 32          |       |       |       |       |          |
| 36 | 15-20  | 24          |       |       |       |       |          |
| 32 | 10-14  | 24          |       |       |       |       |          |
| 36 | 5-9    | 24          |       |       |       |       |          |
| 28 | 0-4    | 20          |       |       |       |       |          |

## Економіка
2010 року серед 605 осіб працездатного віку (15—64 років) 444 були активними, 161 — неактивною (показник активності 73,4%, у 1999 році було 70,8%). З 444 активних мешканців працювало 414 осіб (229 чоловіків та 185 жінок), безробітними було 30 (14 чоловіків та 16 жінок). Серед 161 неактивної 31 особа була учнем чи студентом, 79 — пенсіонерами, 51 була неактивною з інших причин.

У 2010 році в муніципалітеті числилось 370 оподаткованих домогосподарств, у яких проживали 968,0 особи, медіана доходів виносила 21 132 євро на одного особоспоживача